# Gopen, Dalarna
Gopen är en sjö i Falu kommun och Leksands kommun i Dalarna och ingår i Dalälvens huvudavrinningsområde. Sjön är 30 meter djup, har en yta på 2,52 kvadratkilometer och är belägen 165,1 meter över havet. Vid provfiske har en stor mängd fiskarter fångats, bland annat abborre, braxen, gers och gädda.

## Delavrinningsområde
Gopen ingår i det delavrinningsområde (673409-147499) som SMHI kallar för Utloppet av Gopen. Medelhöjden är 229 meter över havet och ytan är 19,68 kvadratkilometer. Räknas de 24 avrinningsområdena uppströms in blir den ackumulerade arean 189,38 kvadratkilometer. Faluån (Säpptjärnsån) som avvattnar avrinningsområdet har biflödesordning 3, vilket innebär att vattnet flödar genom totalt 3 vattendrag innan det når havet efter 244 kilometer. Avrinningsområdet består mestadels av skog (72 procent). Avrinningsområdet har 2,57 kvadratkilometer vattenytor vilket ger det en sjöprocent på 13 procent. Bebyggelsen i området täcker en yta av 0,19 kvadratkilometer eller 1 procent av avrinningsområdet.

## Fisk
Vid provfiske har följande fisk fångats i sjön:
- Abborre
- Braxen
- Gärs
- Gädda
- Lake
- Löja
- Mört
- Nors
- Sik
- Siklöja